# Eternal Winter’s Prophecy
Eternal Winter’s Prophecy – trzeci pełny album fińskiej grupy blackmetalowej Catamenia. Wydawnictwo ukazało się 21 sierpnia 2000 nakładem wytwórni Massacre Records.
Materiał został nagrany w fińskim Tico–Tico Studios w 2000 przy wsparciu Ahti Kortelainen'a, producenta muzycznego znanego ze współpracy z takimi zespołami jak Sonata Arctica, Kalmah, Dawn of Relic, Eternal Tears of Sorrow i Sentenced. Ilustrację do okładki wykonał Thomas Ewerhard, autor m.in. okładek Puritanical Euphoric Misanthropia (Dimmu Borgir) i Sirius B (Therion).

## Lista utworów
| 1.  | „Gates of Anubis”            | 03:06 |
|     |                              |       |
| 2.  | „Soror Mystica”              | 04:14 |
|     |                              |       |
| 3.  | „Blackmension”               | 03:49 |
|     |                              |       |
| 4.  | „Kingdom of Legions”         | 04:00 |
|     |                              |       |
| 5.  | „Half Moons, Half Centuries” | 03:44 |
|     |                              |       |
| 6.  | „Forever Night”              | 02:50 |
|     |                              |       |
| 7.  | „Dawn of the Chosen World”   | 04:38 |
|     |                              |       |
| 8.  | „Eternal Winter’s Prophecy”  | 03:26 |
|     |                              |       |
| 9.  | „In the Void”                | 04:53 |
|     |                              |       |
| 10. | „The Darkening Sun”          | 04:51 |
|     |                              |       |
| 11. | „In the Capricorn's Cradle”  | 03:23 |
|     |                              |       |
|     |                              | 42:54 |
|     |                              |       |

## Twórcy
Opracowano na podstawie materiału źródłowego:
- Mika Tönning – śpiew
- Riku Hopeakoski – gitara prowadząca
- Ari Nissilä – gitara rytmiczna
- Timo Lehtinen – gitara basowa
- Heidi Riihinen – syntezator
- Sir Luttinen – perkusja